# Jhonattan Vegas
Jhonattan Vegas Romero (Maturín, Venezuela, 19 de agosto de 1984) es un golfista profesional venezolano, graduado en quinesiología de la Universidad de Texas. Después de jugar al golf universitario en su alma máter, se convirtió en profesional del deporte en 2008, debutando en el Nationwide Tour en 2009. Representó a Venezuela en el 2009 Omega Mission Hills de la Copa Mundial de Golf junto a Alfredo Adrián, donde terminaron empatados en el 12º lugar. Ganó su primer torneo del Circuito Nacional en 2010 en el Preferred Health Systems Wichita Open. Terminó séptimo en la lista de ganancias y obtuvo su tarjeta del PGA Tour en 2011, el primer venezolano en hacerlo.

## Biografía
Vegas Romero nació en la ciudad de Maturín, capital del estado Monagas, parroquia la pica, sector vuelta larga y creció con su padre y tres hermanos en un campamento petrolero de Morichal, en el mismo estado, a orillas del Río Orinoco. Su padre era el cuidador del campo de golf de nueve hoyos, parte del club de los empleados petroleros donde también vendía comida en las instalaciones. 
Desde los 7 años de edad Vegas mostró interés por el golf, motivado por la cercanía al campo de Morichal, actualmente cerrado, y la afición de su padre por el deporte. Se reporta que a esa edad comenzó a imitar el swing de su papá golpeando con palos de escoba y plástico, en posición de golfista, cualquier objeto que le sirviera de bola de golf.

## Inicios del golf
A mediados de los años 1990 Vegas se entrena en una escuela infantil de golf en la población de Punta de Mata, en el oriente de Venezuela, que funcionaba también dentro de un campamento petrolero, administrada por el experimentado golfista venezolano Franci Betancourt. Betancourt pronto se convirtió en guía y entrenador hasta el presente.
A los 2 años Vegas ganó el Campeonato Nacional Juvenil venezolano de aficionados y tras esa victoria, Betancourt lo alentó a viajar a los Estados Unidos para estudiar inglés, cursar una carrera universitaria y avanzar en el deporte. En la Universidad de Texas, en la ciudad de Austin, Vegas obtuvo una beca completa para estudiar quinesiología y jugar al golf durante los cuatro años de la carrera. Al graduarse de quinesiólogo, decidió concentrarse en el golf, logrando calificarse a una serie de torneos que le permitieron ubicarse en el puesto once del golf amateur estadounidense. En 2008, Vegas se hizo profesional y en dos años llegó al PGA Tour.

## PGA
Como integrante del circuito Nationwide Tour, Vegas obtuvo su primera victoria en 2010, en el torneo «Wichita Open» y es así como logra ingresar en el PGA Tour, donde consigue su primera victoria en el Bob Hope Classic gracias a 34 birdies y un águila, acertando el 75% de fairways, el 76,7% de los greens y un promedio de 27,4 de putts.
Jhonattan Vegas es el primer representante venezolano en el PGA Tour. Venezuela cuenta con 17 campos de golf, dos de ellos públicos, y 7.000 jugadores registrados en la Federación Venezolana de Golf. Para comienzos de febrero de 2011, Vegas estaba en el puesto 69 del ranking mundial, superado únicamente en Sudamérica por el colombiano Camilo Villegas (41) y el argentino Angel Cabrera (puesto 63). Ranking Mundial de Golf
A su vez Jhonattan Vegas se ha convertido en el primer novato que lidera el ranking de la Fedex Cup, la cual premia al mejor golfista del año. Ranking Fedex Cup

## Campeonatos profesionales (7)

### Victorias en la PGA (4)
| No. | Fecha                        | Torneo            | Puntuación final         | Margen de victoria | Segundo lugar                          |
| --- | ---------------------------- | ----------------- | ------------------------ | ------------------ | -------------------------------------- |
| 1   | 23 de enero 2011             | Bob Hope Classic  | -27 (64-67-67-66-69=333) | Playoff            | Bill Haas, Gary Woodland               |
| 2   | 24 de julio 2016             | RBC Canadian Open | -12 (73-69-70-64=276)    | 1 golpe            | Jon Rahm, Martin Laird, Dustin Johnson |
| 3   | 30 de julio 2017             | RBC Canadian Open | -21 (66-69-67-65=267)    | Playoff            | Charley Hoffman                        |
| 4   | 28 de julio de PGA Tour 2024 | 3M Open           | -17 (68-66-63-70=267)    | 1 golpe            | Max Greyserman                         |

### Victorias del Nationwide Tour (1)
- 2010: Preferred Health Systems Wichita Open

### Victoria en el Tour de las Américas (1)
- 2010 Abierto de la República

### Victorias en el Abierto de Canadá de Golf
- 2016: Campeón
- 2017: Campeón.[3]

## Participaciones en equipo
- Copa Mundial de Golf: 2009